# Lửa và cuồng nộ
Lửa và cuồng nộ: Bên trong tòa nhà Bạch ốc của Trump là một cuốn sách phi hư cấu sắp xuất bản viết bởi Michael Wolff. Cuốn sách sẽ được phát hành vào ngày 9 tháng 1 năm 2018 bởi Henry Holt and Company . Cuốn sách tiết lộ năm đầu tiên trong chức vụ tổng thống của Donald Trump.
Donald Trump đã cho phép Wolff tiếp cận chính quyền của ông do ý kiến thuận lợi của ông về một bài viết Wolff đã viết về ông từ một cuộc phỏng vấn vào tháng 6 năm 2016 cho The Hollywood Reporter. Wolff đã được phép đi lại ở Nhà Trắng tiến hành nghiên cứu cho cuốn sách của mình. Ông đã tiến hành hơn 200 cuộc phỏng vấn với Trump và cộng sự của ông, trong hơn 18 tháng  và được phép chứng kiến các sự kiện tại Nhà Trắng mà sự hiện diện của ông ta không bị quản lý. Điều này cho phép Wolff xuất hiện trong ngày cách chức James Comey.
Theo cuốn sách, không ai trong đội chiến dịch ứng cử tổng thống của Trump dự kiến sẽ giành chiến thắng trong cuộc bầu cử tổng thống năm 2016. Trong các cuộc phỏng vấn với Wolff, ông Steve Bannon, giám đốc điều hành của chiến dịch ứng cử Trump trong những tháng cuối cùng, đề cập đến cuộc gặp mặt chiến dịch Trump-Nga là "phản bội" và "không yêu nước". Sam Nunberg, cố vấn chiến dịch, đã cố gắng giải thích Hiến pháp Hoa Kỳ cho Trump, nhưng không thể vượt qua được Bản sửa đổi thứ tư . Cũng theo Wolff, Jared Kushner và Ivanka Trump có thảo luận về việc Ivanka sẽ ra ứng cử tổng thống trong tương lai .
Một đoạn của cuốn sách được đăng trên tạp chí New York vào ngày 3 tháng 1 năm 2018. Cùng ngày, các cơ quan truyền thông khác tường thuật thêm về nội dung của cuốn sách. Báo The Guardian tường thuật về những điểm nổi bật "bùng nổ", nói rằng chúng được trích dựa trên tầm nhìn của toàn cuốn sách. Ngày hôm đó, cuốn sách đã trở thành cuốn sách bán chạy nhất trên Amazon.com. Trong cuộc họp báo ngày hôm đó, Sarah Huckabee Sanders, Bí thư Báo chí Nhà Trắng, gọi cuốn sách "đầy những tài khoản giả mạo và gây hiểu nhầm". Một đoạn thứ hai sẽ được phát hành vào ngày 4 tháng 1, và Wolff sẽ xuất hiện trên The Today Show vào ngày 5 tháng 1 và Meet the Press vào ngày 7 tháng 1.